# Петров, Алексей Васильевич (актёр)
Алексе́й Васи́льевич Петро́в (1941—2009) — российский актёр, театральный режиссёр, народный артист РСФСР (1991), лауреат премии губернатора Свердловской области.

## Биография
Родился 23 октября 1941 года.
Окончил Свердловское театральное училище.
С 1965 года до самой смерти работал Свердловском (Екатеринбургском) государственном академическом театре драмы, был одним из ведущих артистов труппы.
Сыграл множество разнообразных ролей в классических и современных пьесах. Одна из самых ярких — Тевье-молочник в спектакле «Поминальная молитва» Григория Горина. Эта роль Алексея Петрова была отмечена премией Губернатора Свердловской области «За выдающиеся достижения в области литературы и искусства» (1998 г.)
Помимо актёрской работы занимался и режиссурой: в Театре драмы Екатеринбурга он поставил спектакли «Дон Сезар де Базан», «Этот пылкий влюбленный», «Деревья умирают стоя» и другие.
В течение нескольких лет преподавал актёрское мастерство в Свердловском театральном училище/Екатеринбургском государственном театральном институте). Общее число его учеников — свыше 200 человек.
C 2005 года — педагог актёрского мастерства в Нижнетагильской государственной социально-педагогической академии. Свой последний курс выпустить не успел. Дипломный спектакль «Завтра была Война» первый выпуск факультета искусств и последний курс А. В. Петрова, студенты играли без мастера, но спектакль целиком и полностью был посвящён Петрову.
Похоронен на Сибирском кладбище города Екатеринбурга.

## Признание и награды
- 1971 — Диплом I степени Областного смотра творческих достижений артистической молодежи
- 1975 — Диплом II степени Областного смотра мастерства актёров драматического театра
- 1981 — «Заслуженный артист РСФСР»
- 1991 — «Народный артист РСФСР» — за большие заслуги в области театрального искусства[1]
- 1998 — премия губернатора Свердловской области за роль Тевье в спектакле «Поминальная молитва»

## Творчество

### Роли в театре

#### Свердловский государственный академический театр драмы
- «Сослуживцы» Э. Брагинского и Э. Рязанова — Новосельцев
- «Дама сердца прежде всего» П. Кальдерона — Мендоса
- «Обыкновенная история» И. Гончарова — Александр Адуев
- «Дни Турбиных» М. Булгакова — Алексей Турбин
- «Гамлет» У. Шекспира — Розенкранц
- «Дальше — тишина» В. Дельмара — Джордж Купер
- «Князь Серебряный» А. Созонтова и В. Тура — Малюта Скуратов
- 1983 — «Чайка» А. Чехова, режиссёр Феликс Григорьян — Дорн
- «Завтрак с неизвестными»
- 1997 — «Поминальная молитва» Г. Горина по произведениям Шолом-Алейхема, режиссёр Владимир Гурфинкель — Тевье
- 2003 — «Комики» Н. Саймона — Вилли Кларк
- 2004 — «Августовские киты» Д. Берри, режиссёр Борис Цейтлин — Джошуа Брекет
- «Аленький цветочек» С. Аксакова — Леший
- «Репортаж из Тараскона» О. Данилова по мотивам произведения А. Доде — Кюре

### Режиссура
- «Трибунал» А. Макаенка
- «Дон Сезар де Базан» Дюмануара и А. Ф. Деннери
- «Этот пылкий влюблённый» Н. Саймона
- «Убийство в Немуре» Р. Тома
- «Моя парижанка» Р. Ламуре
- «Деревья умирают стоя» А. Касоны
- 2003 — «Комики» Н. Саймона